# Хаммершмидт, Марен
Марен Хаммершмидт (нем. Maren Hammerschmidt; род. 24 октября 1989, Франкенберг, Гессен) — немецкая биатлонистка, чемпионка мира 2017 года в эстафете. Бронзовый призёр чемпионата мира 2016 в эстафете. Призёр этапов Кубка мира, призёр Чемпионатов Европы в эстафете, трёхкратная чемпионка мира среди юниоров. Завершила карьеру 18 марта 2022 года.

## Карьера
Марен Хаммершмидт начала заниматься биатлоном вместе со своей сестрой-близнецом Янин. Её первым международным соревнованием стал Европейский молодежный олимпийский фестиваль 2007 года, который проходил в испанском городе Хака. Там юная биатлонистка получила бронзовую медаль в гонке преследования.
В 2008 году Марен Хаммершмидт успешно выступила на Чемпионате мира среди юниоров в Рупольдинге, где стала двукратной чемпионкой мира: в спринте и эстафете. А в 2010 году на аналогичном соревновании в Торсби в старшей категории спортсменка вновь выиграла золотую медаль в спринте, а в составе немецкого трио завоевала бронзовую медаль.
В сезоне 2009/2010 года спортсменка дебютировала на Кубке IBU.
Первым Чемпионатом Европы для Марен стало первенство в 2012 году в Осрблье, где вместе с подругами по команде завоевала бронзовую медаль. Успешно выступив в течение всего сезона на Кубке IBU она выиграла этот почетный трофей и благодаря этому успешному выступлению дебютировала на финале Кубка мира в Ханты-Мансийске и получила первые очки Кубке мира, финишировав в спринте на 34 месте.
На Чемпионате Европы 2014 и 2015 года Хаммершмидт получила серебряные медали в составе немецкой эстафетной команды.
В сезоне 2015/2016 спортсменка вновь стартовала в гонках Кубка мира. На первом этапе в шведском Эстерсунде в одиночной смешанной эстафете в паре с Даниэлем Бемом они финишировали на третьей позиции, а на втором этапе в австрийском Хохфильцене немка впервые попала на подиум - став дважды второй: в спринте и преследовании, проиграв только своим соотечественницам Франциске Хильдебранд и Лауре Дальмайер соответственно.
На чемпионате мира 2017 в австрийском Хохфильцене сборная Германии в составе Ванессы Хинц, Марен Хаммершмидт, Франциски Хильдебранд и Лауры Дальмайер стала чемпионкой мира.